# Acalypha nyasica
Acalypha nyasica är en törelväxtart som beskrevs av John Hutchinson. Acalypha nyasica ingår i släktet akalyfor, och familjen törelväxter. Inga underarter finns listade i Catalogue of Life.